# Helenium chihuahuensis
Helenium chihuahuensis là một loài thực vật có hoa trong họ Cúc. Loài này được Bierner mô tả khoa học đầu tiên năm 1972.